# Aya (Miyazaki)

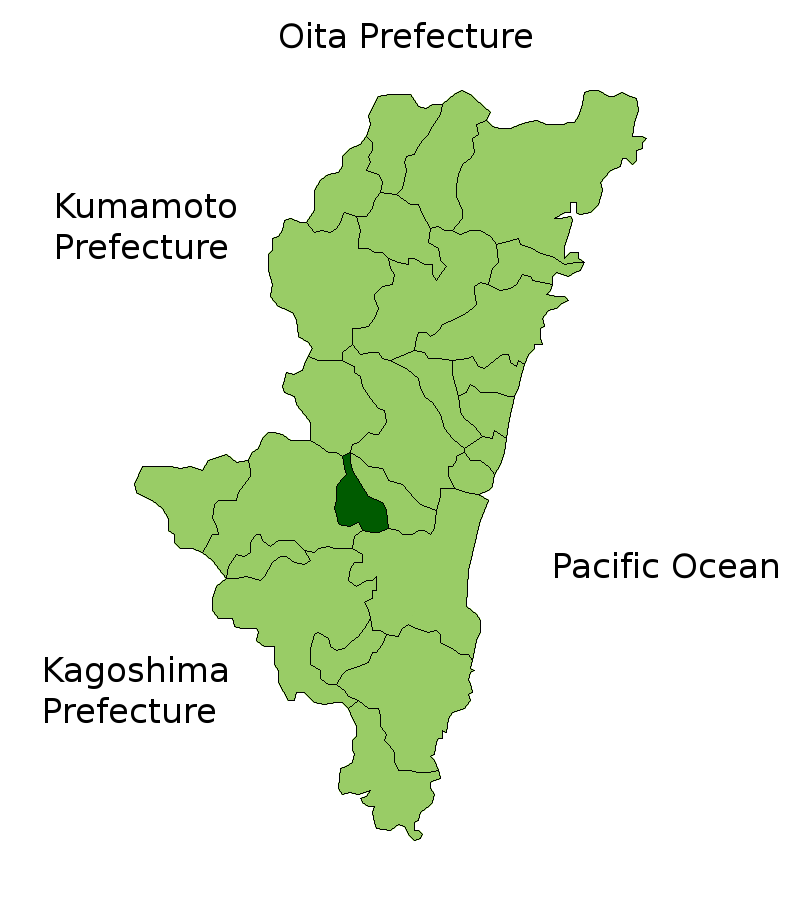
Aya dans la préfecture de Miyazaki.

Pour les articles homonymes, voir Aya.
Aya (綾町, Aya-chō) est un bourg du district de Higashimorokata situé dans la préfecture de Miyazaki, au Japon.

## Géographie

### Situation
Aya est un bourg du district de Higashimorokata, situé au centre de la préfecture de Miyazaki, à environ 20 kilomètres au nord-ouest de la ville de Miyazaki.

### Municipalités limitrophes
Aya est bordée :
- au nord par Nishimera ;
- à l'est par Kunitomi ;
- au sud-est par Miyazaki ;
- au sud-ouest par Nojiri ;
- à l'ouest par Kobayashi.

### Hydrographie
Aya est traversée d'ouest en est par deux rivières, deux affluents du fleuve Ōyodo : l'Ayakita et l'Ayaminami.

### Occupation des sols
Quelque 80 % de la superficie d'Aya est forestière ; 9 % est affectée à l'agriculture. La forêt d'Aya est à 30 % naturelle, le reste étant exploité par la ville.

### Démographie
Au 1er avril 2008, le bourg comptait 7 421 habitants pour une surface de 95,21 km2, soit une densité de 77,94 hab./km2.

## Histoire
Durant le Moyen Âge japonais, dans la province de Hyūga (devenue au XIXe siècle la préfecture de Miyazaki), les clans Itō, Shimazu et Tomochi se combattirent sur plusieurs générations. Il y a approximativement 660 ans, la région connue aujourd'hui sous le nom d'Aya tomba sous l'influence du seigneur de guerre du clan Itō. Koshiro Yoshikado Hosokawa fut affecté comme premier seigneur d'Aya par le shogun de l'époque, Ashikaga Takauji (approx. XIVe siècle). Yoshito, fils de Hosokawa, se donna le nom d'Aya, puis fit construire le château d'Aya pour son propre usage. Il est supposé que cette famille tint Aya pendant plusieurs générations.
Durant la période Muromachi (approx. XVIe siècle), le château d'Aya intégra le système de fortifications du clan Itō. En tant qu'un des 48 châteaux sous l'autorité d'Itō, le château d'Aya constituait un atout important dans ses efforts de guerre contre le clan Shimazu. En 1577, les forces de Shimazu vainquirent le clan Itō ; aussi, forcé de battre en retraite vers ce qui est aujourd'hui Kumamoto, abandonna-t-il le château d'Aya au clan Shimazu. Mais presque immédiatement, le shogunat Tokugawa commença sa campagne de modernisation « Un pays, un château ». Dans la poursuite de cette campagne nationale, le château d'Aya fut détruit en 1615.
Le château d'Aya fut reconstruit en 1986 à partir de représentations des châteaux de l'époque. Il constitue le symbole de l'histoire d'Aya.